# موتور محمد حسن ناروئي
موتور محمد حسن ناروئي (بالإنجليزية: Mowtowr-e Mohammad Hasan Naruyi)‏ هي منطقة سكنية تقع في سيستان وبلوتشستان في إيران. يقدر عدد سكانها بـ 34 نسمة .